# Náin I
Náin I (1832 - 1981 T. E.) es un personaje ficticio que forma parte del legendarium creado por el escritor británico J. R. R. Tolkien y cuya historia es narrada en los apéndices de la novela El Señor de los Anillos. Es un enano del pueblo de Durin, hijo de Durin VI y último soberano del reino de Khazad-dûm antes de su caída.

## Historia
En el año 1980 de la Tercera Edad del Sol, los enanos que excavaban bajo el monte Caradhras en busca de mithril despertaron a un balrog que llevaba allí oculto desde el final de la Primera Edad del Sol. La criatura mató a Durin VI, hecho que llevó a los enanos a ponerle el sobrenombre de Daño de Durin. Náin sucedió a su padre en el trono de Khazad-dûm; pero, tan sólo un año después, el balrog también le mató. Entonces, los enanos abandonaron el Reino; y el hijo de Náin, Thráin I, se marchó a Erebor y se convirtió así en su primer rey.